# Zeitgeschichtliches Forum Leipzig
Das Zeitgeschichtliche Forum ist ein Museum in Leipzig, welches die Geschichte der deutschen Teilung, des Alltagslebens in der kommunistischen Diktatur der DDR und des Wiedervereinigungsprozesses sowie die Herausforderungen, denen sich das wiedervereinigte Deutschland im 21. Jahrhundert stellt, thematisiert. Das Museum ist ein Standort der Stiftung Haus der Geschichte der Bundesrepublik Deutschland in Bonn, gefördert von der Beauftragten der Bundesregierung für Kultur und Medien. Direktorin ist seit April 2020 Uta Bretschneider. Sie folgte auf Jürgen Reiche (September 2015 bis Januar 2020). Gründungsdirektor war Rainer Eckert von 1999 bis 2015. Die Ausstellungsfläche umfasst 2000 Quadratmeter; der Eintritt  ist frei.

## Geschichte
Auf Empfehlung der Unabhängigen Föderalismuskommission an den Deutschen Bundestag wurde die Stiftung Haus der Geschichte der Bundesrepublik Deutschland 1992 beauftragt, ein „Archiv der Deutschen Einheit“ in Leipzig aufzubauen. Im Zentrum der Stadt (Grimmaische Straße 6) entstand das Zeitgeschichtliche Forum Leipzig, ein Ausstellungs-, Dokumentations- und Informationszentrum. Es wurde am 9. Oktober 1999, dem 10. Jahrestag der Leipziger Großdemonstration, durch Bundeskanzler Gerhard Schröder eröffnet. Seitdem wirkt es durch Ausstellungen, Podiumsdiskussionen und Dokumentarfilme. Seit der Eröffnung besuchten rund 3,7 Millionen Besucher das Haus.

## Dauerausstellung

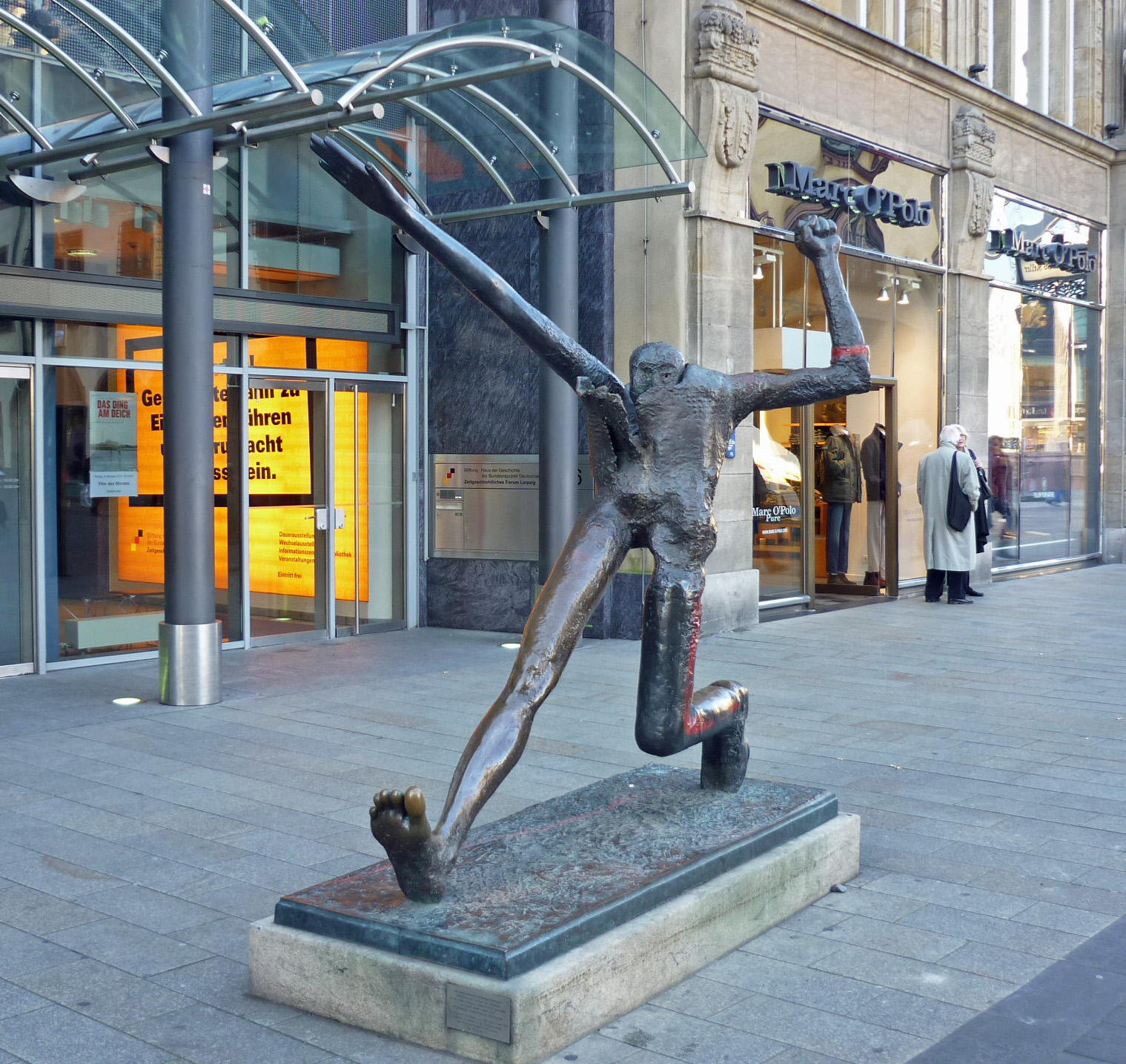
Die Skulptur „Der Jahrhundertschritt“ vor dem Eingang (2014)

Vor dem Museumseingang steht die Bronzeplastik „Der Jahrhundertschritt“ von Wolfgang Mattheuer (1927–2004), die zu einem Wahrzeichen des Zeitgeschichtlichen Forums Leipzig geworden ist. Die Dauerausstellung beginnt mit der Zeit nach dem Zweiten Weltkrieg, zeigt das Leben in der DDR und führt bis in die Gegenwart der Bundesrepublik Deutschland. In Leipzig fanden im Herbst 1989 die Montagsdemonstrationen statt, ein Wendepunkt in der DDR-Geschichte. Am historischen Ort zeigt die Dauerausstellung die revolutionären Umwälzungen in der DDR und in Osteuropa, ebenso wie ihre Auswirkungen auf Europa und die Weltpolitik.
Die im Jahr 2018 abgeschlossene grundsätzliche Überarbeitung der Dauerausstellung gibt der Zeit nach der Wiedervereinigung mehr Raum und setzt neue thematische Schwerpunkte: Erfolge und Schwierigkeiten des Zusammenwachsens, internationaler Terrorismus, Digitalisierung und Globalisierung. 2000 Objekte, Fotos und Filme, ebenso wie zahlreiche Interviews von Zeitzeuginnen und Zeitzeugen veranschaulichen die neuere deutsche Geschichte.

## Wechselausstellungen
Mehrmals im Jahr zeigt das Zeitgeschichtliche Forum Wechselausstellungen, die das Thema der Dauerausstellung ergänzen und erweitern. Auf 450 m² werden die Wechselausstellungen gezeigt. Zusätzlich präsentiert das Museum in kürzeren Intervallen Ausstellungen im Foyer.
| Name der Ausstellung                                                                                               | Zeitraum                               | Erläuterungen                                                                    |
| --- | -------------------------------------- | -------------------------------------------------------------------------------- |
| Zeitgeschichte in der Straßenbahn                                                                                  | 9. Oktober 1999 bis Oktober 2000       |                                                                                  |
| Ansichten zu Deutschland – Fotografische Portraits von Konrad Hoffmeister                                          | ab Oktober 1999                        |                                                                                  |
| Bilder, die lügen                                                                                                  | 2. März bis 9. Juli 2000               |                                                                                  |
| Fotografien von beiden Seiten der Mauer                                                                            | 14. August bis 5. November 2000        |                                                                                  |
| Spuren der Macht. Die Verwandlung des Menschen durch das Amt. Eine Langzeitstudie. Fotografien von Herlinde Koelbl | 14. September bis 12. November 2000    |                                                                                  |
| Testigos Invisibles. Unsichtbare Zeugen. Chile 1973–1990                                                           | 10. November 2000 bis 21. Januar 2001  |                                                                                  |
| „Gegen Unrecht – Für Freiheit!“ Karikaturen von Fritz Behrendt                                                     | 15. Dezember 2000 bis 25. März 2001    |                                                                                  |
| „Tore der Freiheit“                                                                                                | 20. April bis 10. Juni 2001            |                                                                                  |
| Flieg, Johanna, Flieg                                                                                              | 4. Mai bis 27. Mai 2001                |                                                                                  |
| Juden in Deutschland heute – Synagogen in Sachsen                                                                  | 15. Juni bis 8. Juli 2001              |                                                                                  |
| Ankläger der Mauer. Präsentation ausgewählter Arbeiten von Roger Loewig                                            | 9. August bis 30. September 2001       |                                                                                  |
| Foto-Anschlag. Vier Generationen ostdeutscher Fotografen                                                           | 13. Juli bis 21. Oktober 2001          |                                                                                  |
| geteilt – vereint – gefunden                                                                                       | 16. November 2001 bis 13. Januar 2002  |                                                                                  |
| SpotT an! Cartoons von Andreas J. Mueller                                                                          | 14. Dezember 2001 bis 27. Januar 2002  |                                                                                  |
| Frauen-Blicke | 5. Februar bis 26. Mai 2002            |                                                                                  |
| Miss Germany – eine schöne Geschichte                                                                              | 8. Dezember 2000 bis 25. Februar 2001  |                                                                                  |
| Rückblende 2001 | 21. Juni 2002 bis 21. Juli 2002        | Bildjournalisten und Karikaturisten deuten das politische Jahr, Foyerausstellung |
| Mauersprünge / Klopfzeichen – Kunst und Kultur der 80er Jahre in Deutschland                                       | 3. August bis 27. Oktober 2002         |                                                                                  |
| Duell im Dunkel. Spionage im geteilten Deutschland                                                                 | 17. Dezember 2002 bis 21. April 2003   |                                                                                  |
| Gesicht zeigen! | 27. März 2003 bis 17. April 2003       |                                                                                  |
| Mauersprünge – Kunst und Kultur der 80er Jahre in Deutschland                                                      | 15. März 2003 bis 4. Mai 2003          | Ausstellung im Martin-Gropius-Bau Berlin                                         |
| 50 Jahre Deutschland. Reflexionen in Fotografie und Grafik                                                         | 9. Mai 2003 bis 9. Juni 2003           |                                                                                  |
| Rückblende 2002 | 6. August bis 31. August 2003          | Bildjournalisten und Karikaturisten deuten das politische Jahr, Foyerausstellung |
| Am siebten Tag. Geschichte des Sonntags                                                                            | 20. Juni 2003 bis 4. Januar 2004       |                                                                                  |
| „Widerstand und Opposition in der DDR“                                                                             | 31. Januar 2003 bis 6. Januar 2004     | Wanderausstellung                                                                |
| Zmizelé Sudety – Das verschwundene Sudetenland                                                                     | 4. März bis 28. März 2004              |                                                                                  |
| „Leben hinter der Zuckerbäckerfassade“                                                                             | 15. Januar bis 29. Februar 2004        |                                                                                  |
| Rückblende 2003 | 11. Juni bis 18. Juli 2004             | Bildjournalisten und Karikaturisten deuten das politische Jahr, Foyerausstellung |
| Werner Tübke – Gemälde, Grafiken und letzte Zeichnungen                                                            | 23. Juli bis 29. August 2004           | Foyerausstellung                                                                 |
| Konsum im „Konsum“                                                                                                 | 31. August bis 26. September 2004      | Foyerausstellung                                                                 |
| Nähe und Ferne. Deutsche, Tschechen und Slowaken                                                                   | 18. März bis 10. Oktober 2004          |                                                                                  |
| Aufbrüche. Bilder des Epochenwechsels in der DDR und Ostmitteleuropa 1989–1991                                     | 28. September bis 24. Oktober 2004     |                                                                                  |
| Damals in der DDR. 20 Geschichten aus 40 Jahren                                                                    | 29. Oktober 2004 bis 9. Januar 2005    | Die Ausstellung zum Multimedia-Projekt                                           |
| Bilder und Macht im 20. Jahrhundert                                                                                | 26. November 2004 bis 28. März 2005    |                                                                                  |
| Zaunwelten. Geschichten zur Alltagskultur der DDR                                                                  | 4. März bis 3. April 2005              |                                                                                  |
| Nordkorea – das letzte kommunistische Regime                                                                       | 18. März bis 15. April 2005            |                                                                                  |
| Rückblende 2004 | 25. Mai bis 3. Juli 2005               | Bildjournalisten und Karikaturisten deuten das politische Jahr, Foyerausstellung |
| „Unterm Strich – Karikatur und Zensur in der DDR“                                                                  | 22. April bis 16. Oktober 2005         |                                                                                  |
| Leben vor dem Mauerfall. Fotografien von Harald Hauswald                                                           | 14. Oktober bis 20. November 2005      | Foyerausstellung                                                                 |
| Rock! Jugend und Musik in Deutschland                                                                              | 17. Dezember 2005 bis 17. April 2006   |                                                                                  |
| „Versuch dich zu erinnern“ – Marius Müller-Westernhagen                                                            | 28. April bis 28. Mai 2006             | Foyerausstellung                                                                 |
| „Verfreundete Nachbarn: Deutschland – Österreich“                                                                  | 1. Juni bis 9. Oktober 2006            |                                                                                  |
| Rückblende 2005 | 15. Juni bis 16. Juli 2006             | Bildjournalisten und Karikaturisten deuten das politische Jahr, Foyerausstellung |
| STASI – secret rooms. Fotografien von Daniel & Geo Fuchs                                                           | 6. Oktober bis 12. November 2006       |                                                                                  |
| Flucht, Vertreibung, Integration                                                                                   | 1. Dezember 2006 bis 22. April 2007    |                                                                                  |
| Deutschlandreise. Fotografien von Pia Malmus                                                                       | 11. Mai bis 17. Juni 2007              | Foyerausstellung                                                                 |
| Rückblende 2006 | 27. Juni bis 22. Juli 2007             | Der deutsche Preis für politische Fotografie und Karikatur, Foyerausstellung     |
| drüben. Deutsche Blickwechsel                                                                                      | 30. Mai bis 9. Oktober 2007            |                                                                                  |
| Präsentation des Lehmann-Zettels                                                                                   | 25. Oktober bis 9. Dezember 2007       | im Foyer 3. Obergeschoss                                                         |
| Heimat und Exil. Emigration der deutschen Juden nach 1933                                                          | 2007                                   |                                                                                  |
| Roger Melis – In einem stillen Land. Fotografien aus der DDR                                                       | 15. Februar bis 30. März 2008          | Foyerausstellung                                                                 |
| Inhaftiert. Fotografien und Berichte aus der Untersuchungshaftanstalt der Staatssicherheit von Franziska Vu        | 11. April bis 18. Mai 2008             |                                                                                  |
| Skandale in Deutschland nach 1945                                                                                  | 7. Mai bis 12. Oktober 2008            |                                                                                  |
| „Honecker-Koffer“ im Zeitgeschichtlichen Forum Leipzig                                                             | 22. Mai bis 8. Juni 2008               |                                                                                  |
| Rückblende 2007 | 18. Juni bis 20. Juli 2008             | Bildjournalisten und Karikaturisten deuten das politische Jahr, Foyerausstellung |
| Antisemitismus? Antizionismus? Israelkritik?                                                                       | 28. August bis 28. September 2008      | Foyerausstellung                                                                 |
| „Jürgen Schieferdecker: Fortgesetzte Einmischung. Bilder zur Zeitgeschichte“                                       | 8. Oktober bis 16. November 2008       | Foyerausstellung                                                                 |
| „Melodien für Millionen“ – Das Jahrhundert des Schlagers                                                           | 22. November 2008 bis 19. April 2009   |                                                                                  |
| „Der Stoff aus dem die Träume sind. Das Hawaiihemd“                                                                | 11. Dezember 2008 bis 1. Februar 2009  | Präsentation im Informationszentrum                                              |
| Das Mosaik von Hannes Hegen. Die Digedags, rasende Reporter durch Raum und Zeit                                    | 14. Mai bis 21. Juni 2009              | Foyerausstellung                                                                 |
| Rückblende 2008 | 3. Juli bis 16. August 2009            | Der deutsche Preis für politische Fotografie und Karikatur, Foyerausstellung     |
| BILDER ZUR FRIEDLICHEN REVOLUTION                                                                                  | 24. September bis 15. November 2009    | Foyerausstellung                                                                 |
| Wir gegen uns. Sport im geteilten Deutschland                                                                      | 25. November 2009 bis 5. April 2010    |                                                                                  |
| Kurt Klingner: Arbeit, Alltag, Perspektiven. Fotografien aus drei Jahrzehnten DDR.                                 | 10.12.2009 bis 28.2.2010               | Foyerausstellung                                                                 |
| Auf den Spuren der Digedags. Erste Erkundungen                                                                     | 17. März bis 16. Mai 2010              | Foyerausstellung                                                                 |
| Aus der Sammlung präsentiert: Sebastian Krüger – „Capitale“ Politikerporträts                                      | 20. Mai bis 4. Juli 2010               | Foyerausstellung                                                                 |
| Spaß beiseite. Humor und Politik in Deutschland                                                                    | 22. Mai bis 24. Oktober 2010           |                                                                                  |
| Rückblende 2009 | 15. Juli bis 22. August 2010           | Der deutsche Preis für politische Fotografie und Karikatur, Foyerausstellung     |
| Und dann war die Mauer weg. Fotografien von Gilles Peress                                                          | 22. September bis 14. November 2010    |                                                                                  |
| Blicke über die Mauer. Fotografien von Barbara Klemm                                                               | 2. Dezember 2010 bis 20. Februar 2011  | Anlässlich der 20-jährigen Städtepartnerschaft Leipzig-Frankfurt a. M.           |
| Hauptsache Arbeit. Wandel der Arbeitswelt nach 1945                                                                | 15. Dezember 2010 bis 8. Mai 2011      |                                                                                  |
| Grenz/wechsel. Berlin/Potsdam 1973/1989/2007. Fotografien von Karl-Ludwig Lange                                    | 7. Oktober 2010 bis 20. November 2011  |                                                                                  |
| Bilder im Kopf. Ikonen der Zeitgeschichte                                                                          | 16. Juni 2011 bis 8. Januar 2012       |                                                                                  |
| Dig, Dag, Digedag. DDR-Comic „Mosaik“                                                                              | 17. Februar bis 28. Mai 2012           |                                                                                  |
| Traum und Tristesse. Vom Leben in der Platte. Fotografien von Harald Kirschner                                     | 8. März bis 24. Juni 2012              |                                                                                  |
| Mit 17 ... Jung sein in Deutschland                                                                                | 13. Juli 2012 bis 4. November 2012     | Kurator: Bernd Lindner                                                           |
| Zeitsprung. Fotografien von Thomas Hoepker                                                                         | 3. Oktober 2012 bis 17. März 2013      |                                                                                  |
| Zeichen. Sprache ohne Worte                                                                                        | 13. Dezember 2012 bis 1. April 2013    |                                                                                  |
| Is(s) was?! Essen und Trinken in Deutschland                                                                       | 17. Mai 2013 bis 2. Februar 2014       |                                                                                  |
| Science-Fiction in Deutschland                                                                                     | 14. Juni 2013 bis 12. Januar 2014      |                                                                                  |
| The American Way. Die USA in Deutschland                                                                           | 2. April bis 12. Oktober 2014          |                                                                                  |
| Schamlos? Sexualmoral im Wandel                                                                                    | 14. November 2014 bis 12. April 2015   |                                                                                  |
| Unter Druck! Medien und Politik                                                                                    | 5. Dezember 2014 bis 9. August 2015    |                                                                                  |
| Festakt oder Picknick? Deutsche Gedenktage                                                                         | 3. Juni bis 18. Oktober 2015           |                                                                                  |
| Zuhause ist ein fernes Land. Fotografien von Gundula Schulze Eldowy                                                | 26. November 2015 bis 14. August 2016  |                                                                                  |
| Deutsche Mythen seit 1945                                                                                          | 15. Juni 2016 bis 15. Januar 2017      |                                                                                  |
| Rückblende 2015. Der deutsche Preis für politische Fotografie und Karikatur.                                       | 13. Juni 2016 bis 28. August 2016      |                                                                                  |
| Flucht, Asyl, Protest? Wir müssen reden! Ein Foto- und Textprojekt von Bettina Flitner                             | 26. November 2015 bis 14. August 2016  |                                                                                  |
| Inszeniert. Deutsche Geschichte im Spielfilm                                                                       | 5. April 2017 bis 7. Januar 2018       |                                                                                  |
| Ab morgen Kameraden! Armee der Einheit                                                                             | 17. März 2017 bis 15. Oktober 2017     |                                                                                  |
| Rückblende 2016. Der deutsche Preis für politische Fotografie und Karikatur                                        | 12. Juli 2017 bis 3. September 2017    |                                                                                  |
| Schaut auf dieses Land! Fotografien von Sylvio Hoffmann                                                            | 12. Oktober 2017 bis 10. Juni 2018     |                                                                                  |
| DDR-Comic „Mosaik“. Dig, Dag, Digedag                                                                              | ständige Ausstellung                   |                                                                                  |
| Alles nach Plan? Formgestaltung in der DDR                                                                         | 22. Februar 2018 bis 14. Oktober 2018  |                                                                                  |
| Rückblende 2017. Der deutsche Preis für politische Fotografie und Karikatur                                        | 19. Juli 2018 bis 2. September 2018    |                                                                                  |
| Aufbruch im Osten. Fotografien von Harald Schmitt                                                                  | 9. Oktober 2018 bis 7. April 2019      |                                                                                  |
| Streng geheim. Spuren des Kalten Krieges. Fotografien von Martin Roemers                                           | 1. Februar 2019 bis 30. Juni 2019      |                                                                                  |
| Mein Verein | 1. März 2019 bis 25. August 2019       |                                                                                  |
| Rückblende 2018. Der deutsche Preis für politische Fotografie und Karikatur                                        | 21. August 2019 bis 15. September 2019 |                                                                                  |
| Purer Luxus | 11. September 2019 bis 13. April 2020  |                                                                                  |
| „Test the West“ – Fotografien von Daniel Biskup                                                                    | 25. September 2019 bis 2. Februar 2020 |                                                                                  |
| Angst. Eine deutsche Gefühlslage?                                                                                  | 18. Oktober 2019 bis 10. Mai 2020      |                                                                                  |
| Very British. Ein deutscher Blick                                                                                  | 7. Oktober 2020 bis 11. April 2021     |                                                                                  |
| Immer Ich. Faszination Selfie                                                                                      | 17. März 2021 bis 30. Januar 2022      |                                                                                  |
| Tatort. Mord zur besten Sendezeit                                                                                  | 11. Juni 2021 bis 6. Februar 2022      |                                                                                  |
| Rückblende 2020 – Der deutsche Preis für politische Fotografie und Karikatur                                       | 27. Juli 2021 bis 22. August 2021      |                                                                                  |
| #DeutschlandDigital                                                                                                | 5. Mai 2022 bis 8. Januar 2023         |                                                                                  |
| Rückblende 2021. Der deutsche Preis für politische Fotografie und Karikatur                                        | 11. Mai 2022 bis 6. Juni 2022          |                                                                                  |
| Niemandsland und Musterdorf. Fotoreportagen von Bettina Flitner 1990/2014                                          | 15. Juli 2022 bis 12. Februar 2023     |                                                                                  |
| Unabhängigkeit! Fotografien aus der Ukraine 1991–2022                                                              | 24. Februar 2023 bis 2. Juli 2023      | aktuell laufende Ausstellung                                                     |

## Künstlerischer Nachlass von Edith und Johannes Hegenbarth
Der Mosaik-Schöpfer Johannes Hegenbarth (alias Hannes Hegen) entschloss sich nach dem Tod seiner Ehefrau Edith Hegenbarth geb. Szafranski (* 19. Januar 1924; † 7. Mai 2008), dass das künstlerische Werk seiner Frau und sein eigenes in der Obhut eines Museums dauerhaft vereint bleiben sollen. Nach erfolgloser Suche in Berlin wurde er auf das Zeitgeschichtliche Forum Leipzig aufmerksam. Dessen damaligen Mitarbeitern Bernd Lindner und Rainer Eckert – beide aufgewachsen mit dem Mosaik – gelang es, nachhaltig das Vertrauen der zurückhaltenden Künstlerpersönlichkeit zu gewinnen. So unterzeichnete Hegenbarth am 14. Juli 2009 in seinem Haus die Schenkungsurkunde des Œuvres des Künstler-Ehepaares Edith und Johannes Hegenbarth an die Stiftung Haus der Geschichte der Bundesrepublik Deutschland (zu der auch das Museum in Leipzig gehört).